# Persoonia gunnii
Espèce
Classification phylogénétique
Persoonia gunnii est une espèce de plantes à fleurs du genre Persoonia et de la famille des Proteaceae. C'est un arbuste originaire de Tasmanie.

## Description
Persoonia gunnii est un arbuste ligneux d'environ 3,5 m de hauteur avec une nouvelle croissance couverte de poils blanchâtres. Les feuilles étroites plates ou convexes sont obovales (en forme d'œuf) ou spathulées (en forme de cuillère) et mesurent de 1 à 5 cm de longueur et de 0,3 à 1 cm de diamètre. Les fleurs crème sont à l'extérieur et apparaissent de décembre à mai puis laissent la place à de petits fruits pourpres foncés.

## Répartition
Persoonia gunnii se trouve en Tasmanie, au sud et à l'ouest du lac Saint Clair et de la Derwent River, entre 500 et 1 300 m d'altitude. Les habitats comprennent la lande alpine et les forêts décidues humides tropicales et subtropicales, sur des sols composés de dolérite, de quartzite et de calcaire.

## Médecine
Persoonia gunnii aide à la digestion.

## Source de la traduction
- (en) Cet article est partiellement ou en totalité issu de l’article de Wikipédia en anglais intitulé « Persoonia gunnii » (voir la liste des auteurs).